# Campeonato Mundial de Xadrez de 1921

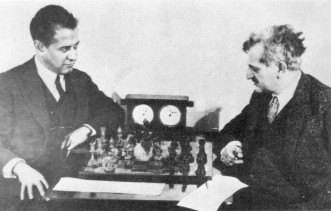
Capablanca, a esquerda, e Lasker no ano de 1925

Campeonato Mundial de Xadrez de 1921 foi a 11ª edição da competição sendo disputada pelo atual campeão Emanuel Lasker e o desafiante José Raúl Capablanca em Havana entre 18 de março e 21 de Abril. Apesar de Lasker ter resignado ao  título em 1920 numa disputa sobre as condições da partida, aceitou o desafio de Capablanca em 1921, em parte devido a dificuldades financeiras decorrentes da Primeira Guerra Mundial. O disputa envolvia um total de 24 partidas, e o primeiro a acumular 12½ pontos ou oito vitórias seria o vencedor, e caso terminasse empatado Lasker manteria o título. Entretanto Lasker abandonou a disputa com um placar de 9 a 5.
|                      | 1 | 2 | 3 | 4 | 5 | 6 | 7 | 8 | 9 | 10 | 11 | 12 | 13 | 14 | Wins | Points |
| -------------------- | - | - | - | - | - | - | - | - | - | -- | -- | -- | -- | -- | ---- | ------ |
| José Raúl Capablanca | ½ | ½ | ½ | ½ | 1 | ½ | ½ | ½ | ½ | 1  | 1  | ½  | ½  | 1  | 4    | 9      |
| Emanuel Lasker       | ½ | ½ | ½ | ½ | 0 | ½ | ½ | ½ | ½ | 0  | 0  | ½  | ½  | 0  | 0    | 5      |